# Haemalea partita
Haemalea partita là một loài bướm đêm trong họ Geometridae.